# 홍보로
홍보로(Cheonsuman-ro)는 충청남도 보령시 오천면소성삼거리에서 홍성군 서부면 양곡삼거리를 잇는 충청남도의 도로이다. 

## 주요 경유지
충청남도
- 보령시 (오천면 - 천북면) - 홍성군 (서부면)

## 노선
| 이름         | 접속 노선                                   | 소재지 | 소재지 | 비고               |
| ------------ | ------------------------------------------- | ------ | ------ | ------------------ |
| 소성삼거리   | 국도 제40호선 지방도 제610호선 (충청수영로) | 보령시 | 오천면 | 국도 제40호선 구간 |
| 보령교       |                                             | 보령시 | 오천면 | 국도 제40호선 구간 |
|              | 천북면                                      | 보령시 |        | 국도 제40호선 구간 |
| 하만 교차로  | 하학로                                      | 보령시 |        | 국도 제40호선 구간 |
| 하만삼거리   | 천광로                                      | 보령시 |        | 국도 제40호선 구간 |
| 천북 교차로  | 하궁길                                      | 보령시 |        | 국도 제40호선 구간 |
| 홍성교       |                                             | 홍성군 | 서부면 | 국도 제40호선 구간 |
| 신리 교차로  | 국도 제40호선 (남당관광로) 임해로           | 홍성군 | 서부면 | 국도 제40호선 구간 |
| 안흥동삼거리 | 남당항로                                    | 홍성군 | 서부면 |                    |
| 양곡삼거리   | 국가지원지방도 제96호선 (홍남서로)          | 홍성군 | 서부면 |                    |

## 주요건물및 시설
- SK에너지 천북주유소 (홍보로 437/하만리 609-3)
- 천북면 사무소 (홍보로 462/하만리 130-16)
- 천북보건소 (홍보로 462/하만리 130-16)
- 농협 천북농협 주유소 (홍보로 670/장은리 112)